# Yaacov Gesundheit
Yaacov (ou Yaakov, ou Jacob) Gesundheit (décembre 1815, Praga, Varsovie, Pologne-11 septembre 1878, Varsovie, Pologne) est le dernier grand-rabbin de Varsovie, en Pologne, de 1870 à 1874.

## Biographie
Yaacov Gesundheit est né à Praga, Varsovie, Pologneen décembre 1815. Il est le fils de Yitzchak Gezundheit et Rachel Bienenfeld. Il est l'époux de Sura Doba Gesundheit,.

### Études
Yaacov Gesundheit étudie avec le rabbin Leib Zinz de Płock.

### Grand-rabbin de Varsovie
Yaacov Gesundheit dirige une yeshiva. Il est indépendant financièrement et n'occupe pas de position rabbinique. Cette situation change avec la mort du rabbin Dov Berush Meisels, le rabbin de Varsovie. Il devient alors le grand-rabbin de Varsovie, de 1870 à 1874.
Il est contraint de démissionner de son poste pour s'être opposé au mouvement hassidique qui réagit avec force, avec l'aide de Ludwig Nathanson, proposant de l'assimilation.
Yaacov Gesundheit est le dernier grand-rabbin de Varsovie,.

### Mort
Yaacov Gesundheit meurt le 11 septembre 1878 (13 Eloul 5638) à Varsovie, à l'âge de 62 ans. Il est enterré dans la section réservée aux rabbins à l'entrée du cimetière juif de Varsovie.

## Œuvres
- (he) Sifte Kohen, 1833
- (he) Tif’eret Ya‘akov, 1842 (un commentaire sur la section Hoshen Mishpat du Choulhan Aroukh).
- (he)Tif’eret Ya‘akov, 1858 (un commentaire sur le traité Guittin du Talmud)